# Торвальд Ейрікссон
Торвальд Ейрікссон (Thorvald Eiriksson) був сином видатного скандинавського мореплавця та першопрохідника Еріка Рудого. Народився приблизно у 975 році, хоча точні дата та місце народження достеменно невідомі. Його брати – Лейф, Торстейн Ейрікссон, сестра – Фрейдіс Ейріксдоттір.                                                                                                                                                                                                                    Єдині доступні джерела про життя Торвальда – дві саги про Вінланд: Гренладська сага та сага про Еріка Рудого. Незважаючи на деякі відмінності, за обома сагами Торвальд входив до складу експедиції з метою дослідження Вінланда.

## Біографія
Відповідно до Гренландської саги, записаній у 1387 році Йоном Тодарссоном,  Лейф Ейрікссон разом із Б’ярні Герьйолфссоном, приблизно у 1000 році досягли місцевості, названій ними Вінланд (Країна вінограду), де зараз приблизно знаходиться місто Бостон (США).                                                                                                                                 Після повернення та розповіді Лейфа про відкриті землі, його брат Торвальд на тому ж кораблі вирушив у експедицію, досяг цих земель та заснував там поселення, де прожив два роки.                                                                                                                                                                                                                                                                         Сага також розповідає про битви з тубільцями, яких скандинави називали скрелінгами. В одному з боїв Торвальда було поранено стрілою та невдовзі він помер. Оскільки Торвальд був христіянином, його поховали на морському узбережжі, позначивши місце поховання двома хрестами.                                                                                                                                                                                                                    Пізніше брат Торвальда Торстейн очолив експедицію з метою досягнення Вінланда, але не зміг знайти цю землю.